# たまさぶろ
たまさぶろ（本名非公表、男性、1965年11月13日 - ）は、日本のエッセイスト、バー評論家。東京都渋谷区生まれ。千葉県立四街道高等学校、立教大学文学部英米文学科卒業。ニューヨーク市立大学大学院、ニューヨーク大学大学院。出版社勤務を経て、ベルリッツ、CNNに勤務。ニューヨーク在住中よりフリーランスの執筆活動に入り、主に雑誌『男の隠れ家』などにバーの原稿を執筆。バー評論家となる。

## 経歴
東京都渋谷区出身。高校の近所にあった「ブギー・ウギー・ハウス」という宇崎竜童の甥が経営するバーに通い始めたのが、バーの原体験と著書で語っている。
立教大学在学中より光文社『週刊宝石』にて編集記者となる。音楽雑誌『FMステーション』などの勤務を経て渡米。ニューヨーク大学、ニューヨーク市立大学修士課程においてジャーナリズムを専攻。この頃、フリーランスとして執筆活動をスタート。その後、ニューヨーク市のベルリッツ翻訳事務所、ジョージア州アトランタ市のCNN本社に勤務するなどし、帰国。
本名（非公開）および別ペンネームなどで男性誌に寄稿をするが、「食べログ」で「バーの悪口を書くため」に作った「たまさぶろ」のペンネームで「【東京】ゆとりを愉しむ至福のBAR」を上梓。以降、バー評論家として活動している。お酒のエッセイをまとめたメルマガ「たまさぶろの人生遊記」連載中。
「食を通じて日本を元気に！」を合言葉に、フードジャーナリスト、グルメブロガーのオールスターチーム「食べあるキング」のメンバーでもある。

## 出演番組
- ワケあり！レッドゾーン（読売テレビ）[5]
- たべあるキングの推しメシ（名古屋テレビ）[6]

## 作品一覧
- 【東京】ゆとりを愉しむ至福のBAR （2010年、東京書籍）ISBN 9784487804146
- 麗しきバーテンダーたち （2015、OfficeMATZ）ISBN 9784990823504
- My Lost New York ～ BAR評論家がつづる九・一一前夜と現在（いま） （2016年、OfficeMATZ） ISBN 9784990823511